# Edvard Kožušník
Edvard Kožušník, né le 30 janvier 1971 à Olomouc, est un homme politique tchèque, membre du Parti démocratique civique (ODS). Il est député européen de 2009 à 2014

## Biographie
Il est élu député européen lors des élections européennes de 2009.
Au cours de la 7e législature européenne, il siège au sein du groupe des Conservateurs et réformistes européens. Il est membre de la commission du marché intérieur et protection des consommateurs.